# Karl von Martens
Karl von Martens, född 1790, död den 28 mars 1863 i Dresden, var en tysk friherre och ämbetsman, brorson till Georg Friedrich von Martens.
von Martens, som var storhertiglig weimarsk ministerresident, trädde i farbroderns fotspår bland annat som fortsättare av dennes storartade urkundssamling. Han utgav dessutom exempelvis Le guide diplomatique. Precis des droits et des fonctions des agens diplomatiques et consulaires (5:e upplagan, bearbetad av Geffcken, 1866) och Recueil manuel et pratique de traités ... depuis l'année 1760 (7 band, 1846-57, tillsammans med baron Ferdinand de Cussy).